# عنکبوت‌ماهی مغاک
عنکبوت‌ماهی مغاک (نام علمی: Bathypterois longipes) نام یک گونه از تیره ماهیان سه‌پای ژرفا است.